# الفلاح (صحيفة)
صحيفة الفلاح صحيفة أسبوعية صدرت أولًا في دمشق ثم في مكة. كانت الصحيفة موجودة بين عامي 1919 و1924.

## التاريخ والملف الشخصي
صدرت صحيفة الفلاح لأول مرة في دمشق في 31 تشرين الأول 1919. وكان صاحب الصحيفة هو عمر شاكر الذي حكمت السلطات الفرنسية عليه بالإعدام. ففرّ من دمشق واستقر في مكة حيث أعاد تأسيس صحيفة الفلاح في 8 أيلول 1920. تألفت الصحيفة من أربع صفحات نُشرت في شكل نشرة عريضة مرتين في الأسبوع، لكنها أصبحت مطبوعة أسبوعية اعتبارًا من 17 تشرين الأول 1920. وقد شملت رسائل القراء والمقالات الترفيهية والمقالات العامة والعلمية والصور الفوتوغرافية التي لم تكن شائعة في الصحف الحجازية الأخرى.
وكان لصحيفة الفلاح موقف سياسي قومي عربي، وكان عنوانها الفرعي صحيفة عربية شاملة في خدمة العرب والعربية. وقد وُزعت الصحيفة أيضًا في فلسطين لضرورة إنشاء وعي بالخطر الصهيوني على حيوات السكان. كان التركيز في البداية على استقلال سوريا الكبرى (لبنان، سوريا، فلسطين التاريخية)، ولكن في وقت لاحق أصبح أقرب إلى جريدة القبلة، وهي صحيفة الشريف حسين. ولذلك بدأت الفلاح في دعم قضيته. انتهت الصحيفة في تشرين الأول 1924 بعد فترة وجيزة من خسارة القوات الهاشمية لحكم مكة والحجاز، على يد المملكة السعودية النجدية الناشئة.